# Duncan Ranges
Duncan Ranges är ett berg i Kanada.   Det ligger i provinsen British Columbia, i den södra delen av landet, 3 100 km väster om huvudstaden Ottawa. Toppen på Duncan Ranges är 2 097 meter över havet.
Terrängen runt Duncan Ranges är bergig. Trakten runt Duncan Ranges är nära nog obefolkad, med mindre än två invånare per kvadratkilometer..
I omgivningarna runt Duncan Ranges växer i huvudsak barrskog.